# Cupid’s Cay
Cupid’s Cay – najstarsza dzielnica Governor’s Harbour, stolicy wyspy Eleuthera, położonej na Bahamach. Jest połączona z resztą miasta groblą.

## Historia
Założona w 1648 roku, jako pierwszy punkt kolonizacji Bahamów przez grupę angielskich purytanów, zwanych Eleutheran Adventurers. Przez kolejne lata, to w Cupid’s Cay mieściły się ośrodki władzy lokalnej, w tym XVIII-wieczny parlament, czy pierwszy konsulat USA na Bahamach.